# Tumbi Umbi
Tumbi Umbi är en del av en befolkad plats i Australien. Den ligger i kommunen Wyong Shire och delstaten New South Wales, i den sydöstra delen av landet, omkring 59 kilometer norr om delstatshuvudstaden Sydney.
Närmaste större samhälle är Bateau Bay, nära Tumbi Umbi.